# ГЕС Сейтакорва
ГЕС Сейтакорва (фін. Seitakorvan voimalaitos) — гідроелектростанція на півночі Фінляндії у провінції Лапландія. Входить до каскаду на річці Кемійокі (впадає у північну частину Ботнічної затоки), знаходячись між ГЕС Коккосніва (вище по течії) та Пірттікоскі.
Станція, споруджена у 1958—1963 роках, знаходиться за 10 км південніше виходу річки з озера Кеміярві, з яким її зв'язує канал Сейтакорван. Неподалік від завершення він перегороджений бетонною греблею довжиною 122 метри, крім того, споруджено 3,3 км земляних дамб.
Інтегрований у греблю машинний зал первісно був обладнаний двома турбінами типу Каплан загальною потужністю 100 МВт, які при напорі від 17 до 24 метрів забезпечували середньорічне виробництво на рівні 492 млн кВт·год електроенергії. У 2000-х роках почалась модернізація ГЕС, яка збільшила її потужність до 144 МВт (втім, це майже не вплинуло на річний обсяг виробництва, котрий тепер повинен становити 511 млн кВт·год).